# Neuropatia cukrzycowa
Neuropatia cukrzycowa – najczęstsze przewlekłe powikłanie cukrzycy wywołane działaniem hiperglikemii i innych czynników na układ nerwowy. 25 procent diabetyków ma jego objawy, u połowy można stwierdzić neuropatię w badaniu neurologicznym, w neurofizjologicznym u 90% chorych.

## Klasyfikacja

### Uogólnione symetryczne polineuropatie
- przewlekła czuciowo-ruchowa,
- autonomiczna,
- ostra czuciowa.

### Ogniskowe i wieloogniskowe neuropatie
- nerwów czaszkowych,
- nerwów rdzeniowych (w tym piersiowych i lędźwiowych),
- ogniskowe neuropatie kończyn (w tym zespoły uciskowe),
- proksymalna ruchowa (amniotrofia),
- współistniejąca przewlekła zapalna polineuropatia demielinizacyjna.

## Objawy
- parestezje i dyzestezje rąk i stóp,
- bolesne kurcze mięśni i ostre napady bólu,
- ubytki czucia powierzchniowego i głębokiego,
- osłabienie siły mięśniowej,
- osłabienie lub zniesienie odruchów ścięgnistych,
- zmiany troficzne,
- zaburzenia autonomiczne.

Objawy są przewlekłe, nasilają się w nocy, nie mają związku z wysiłkiem fizycznym.

## Leczenie
Dzielimy na objawowe i przyczynowe.
Leczeniem przyczynowym jest dobre wyrównanie cukrzycy, objawowe jest zróżnicowane w zależności od rodzaju neuropatii.

## Klasyfikacja ICD10
| kod ICD10     | nazwa choroby                                             |
| ------------- | --------------------------------------------------------- |
| ICD-10: E10.1 | Powikłania neurologiczne jako komplikacje cukrzycy typu I |
| ICD-10: E11.1 | ... cukrzycy typu II                                      |
| ICD-10: E12.1 | ... cukrzycy związanej z niedożywieniem                   |
| ICD-10: E13.1 | ... innej określonej cukrzycy                             |
| ICD-10: E14.1 | ... nieokreślonej cukrzycy                                |